# Echidnophaga eyrei
Echidnophaga eyrei är en loppart som beskrevs av Mardon et Dunnet 1971. Echidnophaga eyrei ingår i släktet Echidnophaga och familjen husloppor. Inga underarter finns listade i Catalogue of Life.